# Ral·li 2.000 Viratges
El Ral·li 2.000 Viratges, anomenat oficialment Rallye 2000 Viratges, és una competició de ral·li la mes antiga de l'estat espanyol, que es disputa anualment al Bages des de 1959. Organitzada pel Biela Club Manresa, la prova té el centre neuràlgic a Manresa i és puntuable per al Campionat de Catalunya de ral·lis i, d'ençà del 2014, per a les ECOseries. A la seva època, a més, havia arribat a ser puntuable per al Campionat d'Espanya i tenia el rang de prova internacional.

## Història
Inicialment, el Ral·li 2.000 Viratges comptava amb un format diferent dels ral·lis actuals, ja que fins al 1967 hi competien tant automòbils com motocicletes, amb classificacions diferents per a cada categoria. La prova es desenvolupa tradicionalment durant un cap de setmana del novembre. Normalment, la sortida se situa a la Plaça Crist Rei de Manresa (2018 canvi d'ubicació carrer l'abat Oliba) i els equips participants han de completar un recorregut d'al voltant de 450 km (amb un centenar de cronometrats). Els primers participants surten dissabte de bon matí i els darrers a acabar arriben a la matinada de diumenge. El recorregut varia cada any, però acostuma a passar pels voltants d'El Mojal, Balsareny, Súria, Sant Salvador de Guardiola, Maians, Navarcles, Talamanca, El Pont de Vilomara i Rocafort.
2018 
trams A-vilaredes/B- taurons/ C-sant salvador/ D-talamanca/ E-rocafort

## Palmarès

### 1959-1967 (cotxes i motos)
| Any  | Edició | Data           | Automòbils          | Automòbils    | Motocicletes    | Motocicletes     | Ref.   |
| Any  | Edició | Data           | Pilot               | Cotxe         | Pilot           | Moto             | Ref.   |
| ---- | ------ | -------------- | ------------------- | ------------- | --------------- | ---------------- | ------ |
| 1959 | I      | 31 de maig     | Víctor Sagi         | Jaguar        | Antoni Agramunt | Derbi 98         | [ 5 ]  |
| 1960 | II     | 20 de maig     | Ignasi Baixeras     | Seat 600      | Ramon Calmet    | Montesa Brío 125 | [ 6 ]  |
| 1961 | III    | 4 de juny      | J. Mallafré         | Alfa Romeo    | J. Fainé        | Bultaco          | [ 7 ]  |
| 1962 | IV     | 27 de maig     | Josep Maria Vidal   | Seat 600      | Josep Esteve    | Montesa          | [ 8 ]  |
| 1963 | V      | 26 de maig     | Antoni Torrebadella | Gordini       | Oriol Regàs     | Montesa          | [ 9 ]  |
| 1964 | VI     | 15 de setembre | ?                   | ?             | ?               | ?                | [ 10 ] |
| 1965 | VII    | 7 de novembre  | Paco                | Abarth        | Pere            | OSSA             | [ 11 ] |
| 1966 | VIII   | 12 d'octubre   | Jaume Samsó         | Morris Cooper | Pere Millet     | OSSA             | [ 12 ] |
| 1967 | IX     | 5 de novembre  | Jorge               | Lancia Favia  | Pere Marsiñach  | OSSA 175         | [ 13 ] |

### 1968-Actualitat (només cotxes)
A 10 de desembre de 2022
| Any                    | Edició      | Data                | Pilot                  | Copilot                   | Cotxe                | Ref.        |
| ---------------------- | ----------- | ------------------- | ---------------------- | ------------------------- | -------------------- | ----------- |
| 1968                   | X           | 9 i 10 d'octubre    | José Manuel Lencia     | José L. Madrazo           | Cooper 1300          | [ 14 ]      |
| 1969                   | XI          | 8 i 9 de setembre   | Josep Maria Palomo     | Josep Adell               | Porsche 911R         | [ 15 ]      |
| 1970                   | XII         | 7 i 8 de novembre   | Eladio Doncel          | Juan García de la Rasilla | Porsche 911S         | [ 15 ]      |
| 1971                   | XIII        | 27 i 28 de novembre | Jean Egretaud          | Jean Boissonnet           | Porsche 911S         | [ 15 ]      |
| 1972                   | XIV         | 11 i 12 de novembre | Antoni Zanini          | Eduardo Martínez Adam     | Seat 1430            | [ 15 ]      |
| 1973                   | XV          | 10 i 11 de novembre | Salvador Servià        | Montserrat Imbers         | Seat 1430/1600       | [ 15 ]      |
| 1974                   | XVI         | 9 i 10 de novembre  | Antoni Zanini          | Eduardo Martínez Adam     | Seat 1430 FU         | [ 15 ]      |
| 1975                   | XVII        | 8 i 9 de novembre   | Marc Etchebers         | Marie-Christine Etchebers | Porsche Carrera      | [ 15 ]      |
| 1976                   | XVIII       | 6 i 7 de novembre   | Marc Etchebers         | Marie-Christine Etchebers | Porsche Carrera      | [ 15 ]      |
| 1977                   | XIX         | 5 i 6 de novembre   | Antoni Zanini          | Juan José Petisco         | Seat 124             | [ 16 ]      |
| 1978                   | XX          | 4 i 5 de novembre   | Pío Alonso             | Varela                    | Ford Escort          | [ 17 ]      |
| 1979                   | XXI         | 3 i 4 de novembre   | Marc Etchebers         | Marie-Christine Etchebers | Porsche Carrera      | [ 18 ]      |
| 1980                   | XXII        | 8 i 9 de novembre   | Marc Etchebers         | Marie-Christine Etchebers | Porsche 911 SC       | [ 19 ]      |
| 1981                   | XXIII       | 7 i 8 de novembre   | Jaume Pons             | Francesc Grané            | Opel Ascona          | [ 20 ]      |
| 1982                   | XXIV        | 13 i 14 de novembre | Jaume Pons             | Josep Autet               | Renault 5 Turbo      | [ 21 ]      |
| 1983                   | XXV         | 5 i 6 de novembre   | Eduardo Balcázar       | Francesc Bofill           | Porsche              | [ 22 ]      |
| 1984                   | XXVI        | 10 i 11 de novembre | Josep Frigola          | Carles Bou                | Renault 5 Turbo      | [ 23 ]      |
| 1985                   | XXVII       | 9 i 10 de novembre  | Carlos Alonso Lamperti | Víctor Rodríguez          | Opel Manta 400       | [ 24 ]      |
| 1986                   | XXVIII      | 8 i 9 de novembre   | Jesús Puras            | José Casar                | Renault 5 Turbo      | [ 25 ]      |
| 1987                   | XXIX        | 7 i 8 de novembre   | Rafael Martorell       | Gràcia Bou                | Peugeot 205 GTI      | [ 26 ]      |
| 1988                   | XXX         | 5 i 6 de novembre   | José Luis Rivero       | Juan Cruz                 | Mitsubishi Starion   | [ 27 ]      |
| 1989                   | XXXI        | 4 i 5 de novembre   | Daniel Alonso          | Salvador Belzunces        | Ford Sierra Cosworth | [ 28 ]      |
| 1990                   | XXXII       | 13 i 14 d'octubre   | Jordi Ventura          | Joan Sureda               | Ford                 | [ 29 ]      |
| 1991                   | XXXIII      | ?                   | Joan Maria Barrabeig   | Pere Saura                | BMW M3               |             |
| 1992-1993: No disputat |             |                     |                        |                           |                      |             |
| 1994                   | XXXIV       | 16 i 17 d'abril     | Kim Casasayas          | Manel Dalmases            | Honda Civic          | [ 30 ]      |
| 1995-2001: Sense dades |             |                     |                        |                           |                      |             |
| 2002                   | ?           | ?                   | Jordi Griñó            | Guifré Pujol              | Seat Ibiza KIT CAR   | [ 31 ]      |
| 2003                   | XLIII       | ?                   | Josep Maria Membrado   | Jordi Vilamala            | Renault Clio S1.600  |             |
| 2004                   | XLIV        | 4 i 5 de desembre   | Josep Maria Membrado   | Jordi Vilamala            | Renault Clio S1.600  | [ 32 ]      |
| 2005                   | XLV         | 15 i 16 d'octubre   | Jordi Zurita           | Dani Cué                  | Seat Córdoba WRC     | [ 33 ]      |
| 2006                   | XLVI        | ?                   | Jaume Darne            | Carolina Valdivia         | Renault Clio S2000   |             |
| 2007                   | XLVII       | ?                   | Josep Maria Membrado   | Jordi Vilamala            | Renault Maxi Mégane  |             |
| 2008                   | XLVIII      | ?                   | Josep Maria Membrado   | Jordi Vilamala            | Renault Maxi Mégane  |             |
| 2009                   | XLIV        |                     | Josep Maria Membrado   | Jordi Vilamala            | Mitsubishi Evo x     |             |
| 2010                   | L           | 8 i 9 d'octubre     | Josep Maria Membrado   | Josep Ramon Ribolleda     | Mitsubishi Evo x     | [ 34 ]      |
| 2011                   | LI          | 11 i 12 de novembre | Josep Maria Membrado   | Josep Ramon Ribolleda     | Mitsubishi Evo x     |             |
| 2012                   | LII         | 26 i 27 d'octubre   | Climent Domingo        | Joan Venceslao            | Mitsubishi Evo X     | [ 35 ]      |
| 2013                   | LIII        | novembre            | Albert Orriols         | Lluís Pujolar             | Porsche 997 GT3      |             |
| 2014                   | LIV         | 21 i 22 de novembre | Josep Maria Membrado   | Jordi Vilamala            | Mitsubishi Evo X     | [ 36 ]      |
| 2015                   | LV          | 20 i 21 de novembre | Josep Maria Membrado   | Jordi Vilamala            | Ford Fiesta R5       | [ 37 ]      |
| 2016                   | LVI         | 18 i 19 de novembre | Josep Maria Membrado   | Jordi Vilamala            | Ford Fiesta R5       | [ 38 ]      |
| 2017                   | LVII        | 18 i 19 de novembre | Albert Orriols         | Lluís Pujolar             | Škoda Fabia R5       |             |
| 2018                   | LVIII       | 23 i 24 de novembre | Ramon Cornet           | Dani Nogués               | Peugeot 308 N5       |             |
| 2019                   | LIX         | 23 de novembre      | Eduard Pons            | Dani Muntadas             | Škoda Fabia R5       |             |
| 2020                   | No disputat | No disputat         | No disputat            | No disputat               | No disputat          | No disputat |
| 2021                   | LX          | 26 i 28 de novembre | Albert Orriols         | Pere Requena              | Škoda Fabia R5       |             |
| 2022                   | LXI         | 25 i 26 de novembre | Albert Orriols         | Pere Requena              | Škoda Fabia R5       |             |